# 수박화채

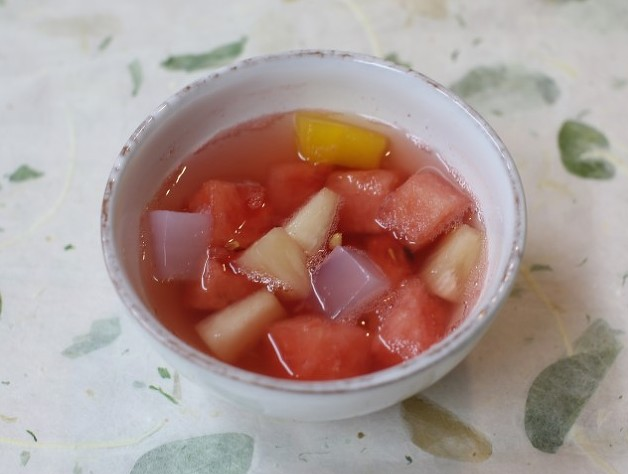
수박화채

수박화채는 수박으로 만드는 화채의 일종이다.
주로 여름에 더위를 식히기 위해 먹는 음료이다. 먼저 수박을 반으로 가른 뒤 속을 퍼내고, 동글동글하게 퍼낸 수박 속과 즙, 다른 과일, 얼음 등으로 만든다. 이때 별도의 그릇 대신 속을 퍼낸 수박을 용기로 이용할 수도 있다.

## 같이 보기
- 화채